# Ars Moriendi
Ars Moriendi («Мистецтво вмирати») — назва двох латинських текстів (публікуються приблизно з 1415 по 1450 рр.), що оповідають про процедури, передуючі праведній смерті, і пояснюють, як «померти добре» відповідно до християнських заповідей пізнього середньовіччя. Ці тексти спочатку використовувалися священиками для обряду відспівування, потім вони набули поширення у формі ілюстрованих книг.
Текст було написано в історичному контексті наслідків жахів  Чорної смерті і, як наслідок, соціальних потрясінь XV століття. Книга була дуже популярна, переведена на більшість західноєвропейських мов, і стала першим в західній літературній традиції керівництвом до смерті і вмирання.
Існували дві версії: первісну «довгу версію» пізніше змінила «коротка версія», що містить 11 ксилографій, з повчальними зображеннями, які можна було б легко пояснити і запам'ятати.
Оригінальну «довгу версію», звана Tractatus (або Speculum) artis bene moriendi, було складено в 1415 році анонімним домініканським ченцем, ймовірно, за дорученням  Констанцького собору (1414—1418, Німеччина). Це був широко відомий трактат, перекладений на більшість західноєвропейських мов, в той час дуже популярний в  Англії, де традиції «втішної» літератури про смерть збереглися до XVII століття.
У 1650 році «Святе Життя і Свята Смерть» (англ. Holy Living and Holy Dying) стала художньою кульмінацією такого роду літератури.
Трактат «Ars Moriendi» був також в числі перших книг, надрукованих на друкарській машині, і мав широке поширення в більш ніж 100 виданнях до 1500 року, зокрема, в Німеччині. Довга версія дійшла в ≈300 версіях рукописів.
Цикли гравюр, розміщених у цих виданнях, зображували боротьбу ангелів і демонів за людину. Вмираючий міг лежати в передсмертній агонії в ліжку, а його душа відлітала через рот і передавалася в руки одному із сонму ангелів.

### Ресурси Інтернету
- Вікісховище має мультимедійні дані за темою: Ars Moriendi
- Eleven woodblock pictures [Архівовано 28 жовтня 2017 у Wayback Machine.] presented in framed pairs. German language.
- Ars Moriendi page by page {Rosenwald 424} — L'art de Bien Vivre et de Bien Mourir, etcet [Архівовано 14 березня 2018 у Wayback Machine.] — at the Library of Congress, circa 1493
- Ars moriendi in Castilian, with an introduction by E. Michael Gerli of Georgetown University.
- Ars Moriendi [Архівовано 7 березня 2018 у Wayback Machine.], by Donald F. Duclow.
- Danemunro.com [Архівовано 30 червня 2017 у Wayback Machine.], an article on memento mori and ars moriendi appearing in the publication of Dane Munro, Memento Mori, a companion to the most beautiful floor in the world (Malta, 2005) ISBN 9789993290117, 2 vols. The ars moriendi eulogies of the Knights of the Order of St John.
- Ars moriendi. Germany, ca. 1466 24 leaves. 11 illus. 28.7 cm. From the Rare Book and Special Collections Division [Архівовано 6 травня 2017 у Wayback Machine.] at the Library of Congress
- Ars moriendi. [Архівовано 1 грудня 2017 у Wayback Machine.] Germany, ca. 1470? 14 leaves. illus. 35 cm. From the Rare Book and Special Collections Division [Архівовано 6 травня 2017 у Wayback Machine.] at the Library of Congress
- Ars moriendi. Germany, ca. 1475? 14 leaves (the first blank, wanting). woodcuts: 11 illus. 13.9 cm. From the Rare Book and Special Collections Division [Архівовано 6 травня 2017 у Wayback Machine.] at the Library of Congress